# Poa hylobates
Poa hylobates är en gräsart som beskrevs av Norman Loftus Bor. Poa hylobates ingår i släktet gröen, och familjen gräs. Inga underarter finns listade i Catalogue of Life.